# Grižice
Grižice (cyr. Грижице) – wieś w Czarnogórze, w gminie Rožaje. W 2011 roku liczyła 414 mieszkańców.